# Photogrammetry Point
Der Photogrammetry Point (englisch; polnisch Przylądek Fotogrametrii) ist eine kleine und felsige Landspitze an der Südküste von King George Island im Archipel der Südlichen Shetlandinseln. Sie liegt südlich des Furmanczyk Point und südöstlich des Komandor Peak am Ufer der Admiralty Bay nördlich der Einfahrt zum Mackellar Inlet.
Polnische Wissenschaftler benannten sie 1980 nach den Photogrammetriearbeiten der von 1978 bis 1979 durchgeführten polnischen Antarktisexpedition.